# Dimorphanthera calodon
Dimorphanthera calodon är en ljungväxtart som beskrevs av Herman Otto Sleumer. Dimorphanthera calodon ingår i släktet Dimorphanthera och familjen ljungväxter. Inga underarter finns listade i Catalogue of Life.